# Sân bay quốc tế Kraków John Paul II
Sân bay quốc tế Kraków John Paul II (tiếng Ba Lan: Kraków Airport im. Jana Pawła II Jana Pawła II kể từ ngày 4 tháng 9 năm 2007; trước đó tên trong tiếng Ba Lan: Międzynarodowy Port Lotniczy im. Jana Pawła II Kraków–Balice Jana Pawła II Kraków Balice) (IATA: KRK, ICAO: EPKK) là một sân bay quốc tế nằm ở làng Balice, cách trung tâm thành phố Kraków 11 km về phía tây, ở miền nam Ba Lan. Đây là sân bay đông đúc thứ hai của đất nước về lượng hành khách phục vụ hàng năm.

## Lịch sử

### Những năm đầu
Sân bay mở cửa cho hàng không dân dụng vào năm 1964. Balice là địa phận quân sự cho đến ngày 28 tháng 2 năm 1968. Bốn năm sau, ga hành khách đầu tiên được xây dựng ở đó.
Năm 1988, chính quyền đã quyết định xây dựng một nhà ga mới, mở cửa cho người dân vào năm 1993. Năm 1995, toàn bộ cơ sở hạ tầng tại đây đã được hiện đại hóa.
Năm 1995, tên của sân bay đã được đổi từ Sân bay Kraków - Balice thành Sân bay Quốc tế Kraków–Balice John Paul II, để tôn vinh Đức Giáo hoàng John Paul II. Ông đã sống nhiều năm ở Kraków và đã cống hiến cho vùng đất này với tư cách là Tổng Giám mục của Kraków từ năm 1963, cho đến khi ông thăng chức Giáo hoàng năm 1978. Vì lý do tiếp thị, tên chính thức được tiếp tục "hợp lý hóa" vào ngày 4 tháng 9 năm 2007 với tên gọi Sân bay Kraków. Jana Pawła II.

### Phát triển từ những năm 2000
Sân bay đã được hiện đại hóa một lần nữa vào năm 2002, và kể từ đó các kết nối quốc tế mới đã được thiết lập.
Vào ngày 1 tháng 3 năm 2007, một nhà ga riêng cho các chuyến nội địa (T2) đã được mở. Vào thời điểm đó, các kế hoạch đang được tiến hành để bắt đầu xây dựng một nhà ga mới.
Một nhà để xe bảy tầng đối diện với ga T1 đã hoạt động hết công suất vào tháng 5 năm 2010 
Sân bay Kraków là sân bay lớn thứ hai trong cả nước sau Sân bay Warsaw Chopin. Sân bay này có triển vọng tăng trưởng cao, với gần 8 triệu người sống trong vòng 100 km (62 mi) quanh khu vực này. Sân bay cũng có một vị trí thuận lợi trên mạng lưới đường cao tốc hiện có và trong kế hoạch ở khu vực này, nhưng nó phải đối mặt với sự cạnh tranh gay gắt từ sân bay quốc tế Katowice gần đó, ở Pyrzowice, cũng như các sân bay khác của Ba Lan.

## Cơ sở vật chất

### Ga
Ngày 11 tháng 4 năm 2013, nhà ga sân bay mới được khởi công xây dựng, liền kề với nhà ga cũ hiện có. Công trình nhà ga mới được hoàn thành vào tháng 12 năm 2016. Nhà ga phục vụ quanh năm, 24 giờ một ngày, cả các chuyến bay nội địa cũng như quốc tế. Công suất tối đa dự kiến của nhà ga lên tới 8 triệu hành khách trong một năm (gấp đôi so với công suất sân bay phục vụ được năm 2012). Nó còn có thể xử lý hành khách chuyển tuyến (điểm đến thuộc/ không thuộc khối Schengen). Nhà ga có hệ thống xử lý hành lý mới và cầu đi bộ có mái, nối từ nhà ga đến khách sạn, bãi đậu xe và ga tàu, với tuyến đường sắt thẳng đến Kraków Główny của hãng vận tải Koleje Małopolskie.

### Đường băng
Sân bay có một đường băng bê tông, số 07/25, kích thước 2.550 m × 60 m (8.366 ft × 197 ft).

## Các hãng hàng không và điểm đến
| Hãng hàng không                | Các điểm đến |
| ------------------------------ | --- |
| Aegean Airlines                | Seasonal: Athens |
| Austrian Airlines              | Vienna |
| British Airways                | London–Heathrow |
| Brussels Airlines              | Brussels |
| easyJet                        | Belfast–International, Bristol, Edinburgh, Liverpool, London–Gatwick, London–Luton, Lyon, Manchester, Milan–Malpensa, Naples, Paris–Charles de Gaulle |
| easyJet Switzerland            | Geneva, Basel/Mulhouse |
| Enter Air                      | Seasonal charter: Antalya (begins ngày 12 tháng 6 năm 2019), Palermo |
| Eurowings                      | Düsseldorf, Stuttgart |
| Finnair                        | Helsinki |
| Flydubai                       | Dubai–International |
| Iberia Express                 | Seasonal: Madrid |
| Jet2.com                       | Birmingham, Glasgow (begins ngày 29 tháng 11 năm 2019), Leeds/Bradford, Manchester, Newcastle Upon Tyne |
| KLM                            | Amsterdam |
| Lauda                          | Stuttgart, Vienna |
| LOT Polish Airlines            | Bucharest, Budapest, Chicago–O'Hare, Gdańsk, Tel Aviv–Ben Gurion, Warsaw–Chopin Seasonal: Dubrovnik, Olsztyn–Mazury |
| Lufthansa                      | Frankfurt, Munich |
| Norwegian Air Shuttle          | Bergen, Copenhagen, Helsinki, Oslo–Gardermoen, Stavanger, Stockholm–Arlanda, Trondheim |
| Ryanair                        | Alicante, Amman–Queen Alia, Athens, Barcelona, Bari, Beauvais, Belfast-International, Bergamo, Berlin-Tegel, Birmingham, Bologna, Bordeaux, Bournemouth, Bristol, Brussels (begins ngày 27 tháng 10 năm 2019), Charleroi, Cagliari, Catania, Copenhagen, Dortmund, Dublin, East Midlands, Edinburgh, Eindhoven, Frankfurt, Gdańsk, Glasgow, Gothenburg, Gran Canaria, Girona, Hamburg, Kharkiv (begins ngày 17 tháng 6 năm 2019), Kiev–Boryspil, Leeds/Bradford, Lisbon, Liverpool, London–Luton (begins ngày 27 tháng 10 năm 2019), London–Stansted, Lviv, Madrid, Málaga, Malmö, Malta, Manchester, Marseille, Naples, Nuremberg, Odessa (begins ngày 16 tháng 6 năm 2019), Palermo (begins ngày 29 tháng 10 năm 2019), Paphos, Pisa, Porto, Prague, Rome-Ciampino, Sandefjord, Seville, Shannon, Stockholm-Skavsta, Szczecin, Tel Aviv–Ben Gurion, Tenerife-South, Thessaloniki, Treviso, Valencia Seasonal: Burgas, Chania, Lamezia, Marrakesh, Palma de Mallorca, Pescara, Rimini, Tarbes–Lourdes, Zadar |
| Scandinavian Airlines          | Copenhagen, Stockholm–Arlanda |
| Smartwings Poland              | Seasonal charter: Chania, Corfu |
| Sun d'Or                       | Tel Aviv–Ben Gurion |
| Swiss International Air Lines  | Zürich |
| Transavia                      | Eindhoven |
| Ukraine International Airlines | Kyiv–Boryspil |
| Vueling                        | Seasonal: Barcelona |
| Wizz Air                       | Bari, Billund, Birmingham (begins ngày 17 tháng 9 năm 2019) Catania, Doncaster/Sheffield, Eindhoven (begins ngày 17 tháng 9 năm 2019), Kharkiv (begins ngày 2 tháng 8 năm 2019), Kiev–Zhuliany, Kutaisi (begins ngày 4 tháng 8 năm 2019), Larnaca (begins ngày 2 tháng 8 năm 2019), London–Luton, Nice, Oslo–Gardermoen, Reykjavik–Keflavík (begins ngày 16 tháng 9 năm 2019), Rome–Fiumicino (begins ngày 1 tháng 8 năm 2019), Tel Aviv–Ben Gurion (begins ngày 16 tháng 9 năm 2019), Turin (begins ngày 3 tháng 8 năm 2019), Turku |

## Số liệu thống kê

### Giao thông hàng năm
| Năm  | Số lượng hành khách | Phần trăm thay đổi |
| ---- | ------------------- | ------------------ |
| 2003 | 593,214             |                    |
| 2004 | 841.123             | 42%                |
| 2005 | 1,586,130           | 89%                |
| 2006 | 2.367.257           | 49%                |
| 2007 | 3.068.199           | 30%                |
| 2008 | 2.923.961           | 5%                 |
| 2009 | 2.680.322           | số 8%              |
| 2010 | 2.863.996           | 7%                 |
| 2011 | 3.014.060           | 5%                 |
| 2012 | 3,439,758           | 14%                |
| 2013 | 3.647.616           | 6%                 |
| 2014 | 3,817,792           | 5%                 |
| 2015 | 4.221.171           | 11%                |
| 2016 | 4.983.645           | 18%                |
| 2017 | 5,835,189           | 17%                |
| 2018 | 6 769 369           | 17%                |

Đây là sân bay đông đúc thứ 72 ở châu Âu năm 2018.

## Vận tải đường bộ
Ngoài di chuyển bằng đường bộ (ô tô riêng hoặc taxi), các tùy chọn khác để tới sân bay này là:

### Xe lửa

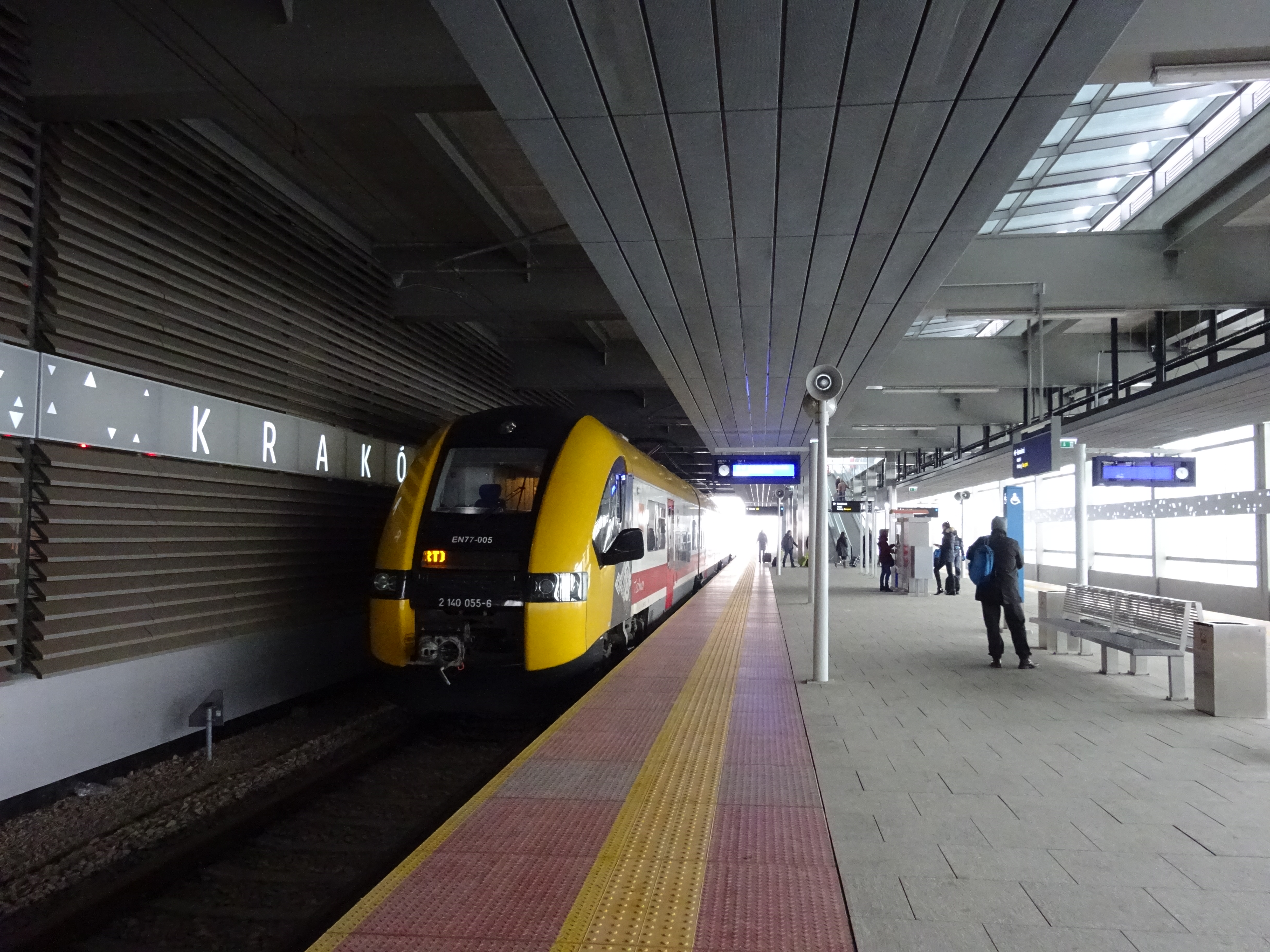
Tàu tại ga "Krakow Lotnisko"

Tuyến ngoại ô SKA1 chạy từ Sân bay đến Kraków Główny (ga đường sắt chính) và xa hơn đến Wieliczka. Tuyến tàu này đã hoạt động trở lại vào tháng 9 năm 2015. Mất khoảng 17 phút để đến trung tâm thành phố, và 20 phút nữa để đến Wieliczka (thăm mỏ muối). Tuyến đường sắt cuối cùng đến tận cửa nhà ga, thay vì điểm dừng tạm thời trước đó nằm cách cửa nhà ga 250 m (820 ft). Giá vé đi từ đây vào thành phố là 9 đồng zloty Ba Lan (PLN). Vé có thể được mua từ các máy bán vé (nằm trong sảnh đến, trên sân ga, hoặc đôi khi trên tàu) hoặc từ các nhân viên trên tàu (chỉ thu tiền mặt).

### Xe buýt
Xe buýt công cộng chở khách đi về sân bay vào ban ngày (tuyến 208 cách mỗi giờ và tuyến 252 có xe sau mỗi 30 phút) và trong đêm (tuyến 902); ga xe lửa chính ở Kraków (ga xe lửa Kraków Główny); trạm xe buýt trung tâm (Kraków Główny RDA). Bảng giá thành phố thông thường được áp dụng (2 vùng) do đó, xe buýt trở thành phương tiện giao thông công cộng rẻ nhất đến trung tâm thành phố, ở mức 4 PLN (không chuyển) hoặc 5 PLN (cho phép chuyển xe buýt / xe điện trong vòng 60 phút kể từ khi lên xe). Vé xe buýt có thể được mua tại các máy bán vé ở sảnh sân bay, tại trạm xe buýt (tiền mặt hoặc thẻ) hoặc trên hầu hết các xe (đôi khi chỉ có thể mua bằng tiền xu). Tất cả các vé phải được cho vào máy quét xác nhận sau khi lên xe buýt. Hành khách cũng có thể sử dụng các dịch vụ xe buýt cá nhân và xe buýt mini thuộc sở hữu tư nhân trung chuyển khách giữa sân bay với trung tâm thành phố hoặc các thành phố khác ở Ba Lan. Vé xe buýt loại này được yêu cầu đặt trước.